# Іоанн III (неаполітанський дука)
Іоанн III (†968) — неаполітанський дука (928–968), син дуки Марина I, який правив найдовше з усіх дук.
На початку свого правлінню воював проти сарацинів, проте уклав з ними мирний договір у 929 після появи мусульманського війська під стінами Неаполя. Пізніше об'єднався з лангобардськими князями Атенульфом III, з яким підписав договір, і Ландульфом I проти візантійців. Проте, під тиском грецьких військ, які прибули до Апулії бунтівні князі були змушені визнати верховенство візантійського імператора.
У 946 він у союзі з князем Беневентським Ландульфом II напав на Гізульфа I Салернського. Однак, військо потрапило у засідку в проході біля печери Кава де Тіррені, що змусило їх відмовитись від задуму. Невдовзі Ландульф розірвав союз з неаполітанцями, об'єднався з Гізульфом і осадив Нолу. Йому вдалось захопив Акіно.
У 955 Іоанн зробив спробу порушити клятву вірності візантійському імператору, а тому до Неаполя прибуло візантійське військо на чолі з стратигом Марином Аргиром. Незважаючи на цю загрозу Іоанн у 962 вступив у союз з імператором Священної Римської імперії Оттоном I.
У 958 Неаполь знову обклали сарацини.
Дружиною Іоанна була Феодора, внучка відомих римських патриціїв Феодори та Феофилакта I. Тому, Іоанн перебував у родинних зв'язках із сумновідомою Марозією. Він послав свого сина Ландульфа до неї у Рим для виховання. Його сестра Оранія вийшла заміж за герцога Гаетанського Доцибіла II, що зміцнило союз між Неаполем і Гаетою. У 944 Іоанн призначив свого старшого сина Марина співправителем.
Іоанн був освіченою людиною та любителем філософії. Він і Феодора послали священика на ім'я Лев до Константинополя як посла та наказали йому привезти якомога більше старовинних рукописів. Лев привіз їм «Хронографію» Феофана Сповідника, «Юдейські старожитності» Флавія Йосифа та інші твори. Після смерті Феодори Іоанн перечитував їх і перекладав на латину.